# Sarah Kirsch
Sarah Kirsch, születési nevén Ingrid Bernstein (Limlingerode, 1935. április 16. – Heide (Holstein), 2013. május 5.) német író, költő, ifjúsági író. Keresztnevét édesapja antiszemizmusa elleni tiltakozásképp változtatta meg. A SED tagja volt, de mivel 1976-ban tiltakozott Wolf Biermann kiutasítása miatt, kizárták a pártból. Számos irodalmi díjat elnyert.

## Művei
- Berlin – Sonnenseite. Deutschlandtreffen der Jugend in der Hauptstadt der DDR (1964), Bildreportage, zusammen mit Thomas Billhardt und Rainer Kirsch
- Gespräch mit dem Saurier (1965), Gedichtband, gemeinsam mit Rainer Kirsch
- Die betrunkene Sonne (1966), Kinderbuch. Illustrationen von Erich Gürtzig
- Landaufenthalt (1967), Gedichtband
- Zaubersprüche (1973), Gedichtband
- Trauriger Tag
- Die Pantherfrau. Fünf unfrisierte Erzählungen aus dem Kassettenrecorder (1973), Prosaband
- Die ungeheuren bergehohen Wellen auf See (1973), Prosaband
- Es war dieser merkwürdige Sommer (1974), Gedichtauswahl
- Caroline im Wassertropfen (1975), Kinderbuch, mit Illustrationen von Erdmut Oelschläger
- Zwischen Herbst und Winter (1975), Kinderbuch, zusammen mit Ingrid Schuppan
- Rückenwind. Gedichte (1976), dieser Gedichtband ist geprägt von den Motiven der Liebe, Trennung und Einsamkeit, aufgrund der Trennung von Kirschs Geliebten Christoph Meckel, der durch die Mauer von ihr getrennt in West-Berlin lebte.
- Im Sommer (1977)
- Musik auf dem Wasser (1977), Auswahlband
- Wintergedichte (1978)
- Katzenkopfpflaster (1978), Gedichtauswahl
- Sieben Häute. Gedichte 1962–1979 (1979)
- Drachensteigen (1979), Gedichte
- Trennung (1979), Gedichte
- Wind und Schatten, zusammen mit dem Künstler Kota Tamiuchi
- La Pagerie (1980), Prosagedichte
- Geschlechtertausch (1980), zusammen mit Irmtraud Morgner und Christa Wolf
- Hans mein Igel (1980), Kinderbuch nach den Kinder- und Hausmärchen der Brüder Grimm, mit Illustrationen von Paula Schmidt
- Papiersterne (1981), vertont von Wolfgang von Schweinitz
- Erdreich (1982), Gedichte
- Katzenleben (1984), Gedichte
- Landwege. Eine Auswahl 1980–1985 (1985), mit einem Nachwort von Günter Kunert
- Reisezehrung (1986), Prosa
- Irrstern (1987), Prosaband
- Buch mit Gedichten von Sarah Kirsch und Zeichnungen von A. R. Penck in der Berliner „Edition Malerbücher“ (1987)
- Allerlei-Rauh. Eine Chronik (1988), Prosaband
- Luft und Wasser. Gedichte (1988), mit Bildern von Ingo Kühl
- Schneewärme. Gedichte (1989)
- Wintermusik (1989)
- Die Flut (1990), Auswahl, zusammengestellt von Gerhard Wolf
- Schwingrasen (1991), Prosa
- Spreu (1991), Bilder-Tagebuch
- Erlkönigs Tochter (1992), Gedichte
- Das simple Leben (1994), Prosaminiaturen und Gedichte
- Bodenlos (1996)
- Gesamtausgabe, 5 Bände im Schuber. (1999), gleichzeitig in der Deutschen Verlags-Anstalt München/Stuttgart (DVA) und im Deutschen Taschenbuch Verlag (dtv)
- Sarah Kirsch und Christoph W. Aigner: Beim Malen bin ich weggetreten (2000), Kunstband
- Schwanenliebe. Zeilen und Wunder (2001), lyrische Miniaturen
- Islandhoch, Tagebruchstücke (2002), Prosa
- Kommt der Schnee im Sturm geflogen (2005), Prosa
- Kuckuckslichtnelken (2006), Prosa
- Regenkatze (2007), Prosaband (Lyrisches Tagebuch)
- Sommerhütchen (2008)
- Krähengeschwätz. Deutsche Verlagsanstalt, München, 2010, ISBN 978-3-421-04451-8
- Märzveilchen. Deutsche Verlags-Anstalt, München, 2012, ISBN 978-3-421-04541-6
- Im Spiegel. Poetische Konfession. Mit einer Vorbemerkung von Isabelle Lehn, Sascha Macht und Katja Stopka. In: Sinn und Form 6/2013, S. 848-855.
- Juninovember. Deutsche Verlagsanstalt, München, 2014, ISBN 978-3-421-04636-9
- Ænglisch, Prosa; mit einem Nachwort von Frank Trende. Deutsche Verlags-Anstalt, München, 2015, ISBN 978-3-421-04649-9